# Демагин, Сергей Александрович
Серге́й Алекса́ндрович Дема́гин (бел. Сяргей Аляксандравіч Дзямагін; 19 июля 1986, Тольятти) — белорусский и российский хоккеист, нападающий. 3 декабря 2015 отказался от белорусского гражданства.

## Биография
Воспитанник тольяттинского хоккея. Начал карьеру в 2005 году в Белорусской экстралиге в составе минского «Динамо», будучи одним из самых результативных игроков Первой лиги белорусского чемпионата. 19 августа 2008 года подписал контракт с клубом Американской хоккейной лиги «Хартфорд Вулф Пэк», однако, так и не проведя ни единого матча за океаном, сразу после расторжения контракта 13 октября вернулся в «Динамо».
Перед началом сезона 2009/10 Демагин продлил контракт с минским клубом, однако, сыграв лишь 7 матчей со старта чемпионата КХЛ, был отправлен в фарм-клуб. Сразу после этого он был забран с драфта отказов нижнекамским «Нефтехимиком», где и провёл остаток сезона, набрав 28 (17+11) очков в 53 матчах. 19 июля 2010 года Демагин принял решение вернуться в «Динамо», в составе которого в сезоне 2010/11 набрал 25 (17+8) очков в 54 матчах.
5 мая 2011 года Демагин снова стал игроком «Нефтехимика», который предложил ему лучшие, по сравнению с руководством «Динамо», условия, однако, набрав лишь 2 (2+0) очка в первых 16 матчах нового сезона, 2 ноября он был выставлен клубом на драфт отказов. 18 ноября после двух матчей, проведённых в ВХЛ в составе пензенского «Дизеля», подписал контракт с ханты-мансийской «Югрой».

### Сборная
В составе сборной Белоруссии Демагин принимал участие в молодёжном чемпионате мира в первом дивизионе 2006 года, на котором он вместе с командой заслужил повышение в классе. Также участвовал во взрослых чемпионатах мира 2007, 2009, 2010 и 2011 годов. В 2010 году Демагин был в составе сборной на Олимпийских играх в Ванкувере. Всего на этих турнирах провёл 31 матч, набрав 11 (8+3) очков.

## Достижения
- Чемпион Белоруссии 2007.
- Серебряный призёр чемпионата Белоруссии 2006.
- Бронзовый призёр чемпионата Белоруссии 2008.

## Статистика
| Легенда | Легенда                    | Легенда | Легенда                   | Легенда | Легенда    |
| ------- | -------------------------- | ------- | ------------------------- | ------- | ---------- |
| И       | Количество проведённых игр | Штр     | Штрафное время            | +/−     | Плюс-минус |
| Г       | Голы                       | П       | Голевые передачи          | О       | Очки       |
| -       | Статистика неизвестна      | —       | Статистика не учитывалась |         |            |

### Клубная карьера
- a В этом сезоне в «Плей-офф» учитывается статистика игрока в Кубке Надежды.

### В сборной
| Турнир        | Место | Игр | Г | П | Очк | +/- | Штр |
| ------------- | ----- | --- | - | - | --- | --- | --- |
| МЧМ-2006 (Д1) | 1     | 5   | 2 | 1 | 3   | +2  | 2   |
| ЧМ-2007       | 11    | 3   | 0 | 0 | 0   | -1  | 2   |
| ЧМ-2009       | 8     | 7   | 1 | 1 | 2   | -4  | 4   |
| ОИ-2010       | 9     | 4   | 0 | 1 | 1   | -1  | 2   |
| ЧМ-2010       | 10    | 6   | 2 | 0 | 2   | +2  | 0   |
| ЧМ-2011       | 14    | 6   | 3 | 0 | 3   | +3  | 4   |

2 мая 2009 года в матче против сборной Финляндии на чемпионате мира, который проходил в Швейцарии, Демагин забросил шайбу уже на 5-й секунде матча, установив тем самым рекорд мировых первенств.